# 圈子文化
圈子文化，是中国大陆存在的社会人际关系格局，该文化在中国历史上就存在。作为名词是习近平于2014年在十八届中央纪委三次全会上讲话中首次提出，:769-770以用来抨击中国官场和中国共产党内拉帮结派的风气。圈子文化不止在中国官场存在，也在金融、地产、电影、商会等行业存在。
在圈子文化中，每个圈子由小团体组成。在小团体中，容易形成小团体意识，團體在決策過程中，由於成員傾向讓自己的觀點與團體一致，因而令整個團體缺乏不同的思考角度，不能進行客觀分析。一些值得爭議的觀點、有創意的想法或客觀的意見不會有人提出，或是在提出之后，遭到其他团体成员的忽視及隔離。團體迷思可能導致團體作出不合理、甚至是很壞的決定。部份成員即使並不贊同團體的最終決定，但在團體迷思的影響下，也會順從團體。
早期的中国研究学者认为中国社会的组织形式与西方社会有很大差异，外来理论无法解释中国人的社会行为与关系网。费孝通就此提出“差序格局”概念，梁漱溟称中国社会是“家伦理本位”的社会，人类学家许烺光则根据“情境中心论”来解释中国人的文化心理。沿着这样的思路，一些社会学家也把中国社会的特征定义为“关系社会”、“人情社会”。
2015年，中国青年报社会调查中心对2018人进行的一项在线调查显示，74.2%的受访者表示身边存在小团体，75.9%的受访者坦言当前社会以小团体为代表的附庸思维普遍存在。47.3%的受访者表示正因小团体或附庸问题而苦恼。
与圈子文化相近的文化并非中国所独有，在美国，也存在社会网络结构和关系研究。

## 延伸阅读
- 裙带关系
- 小团体
- 社会网络